# John C. Conner

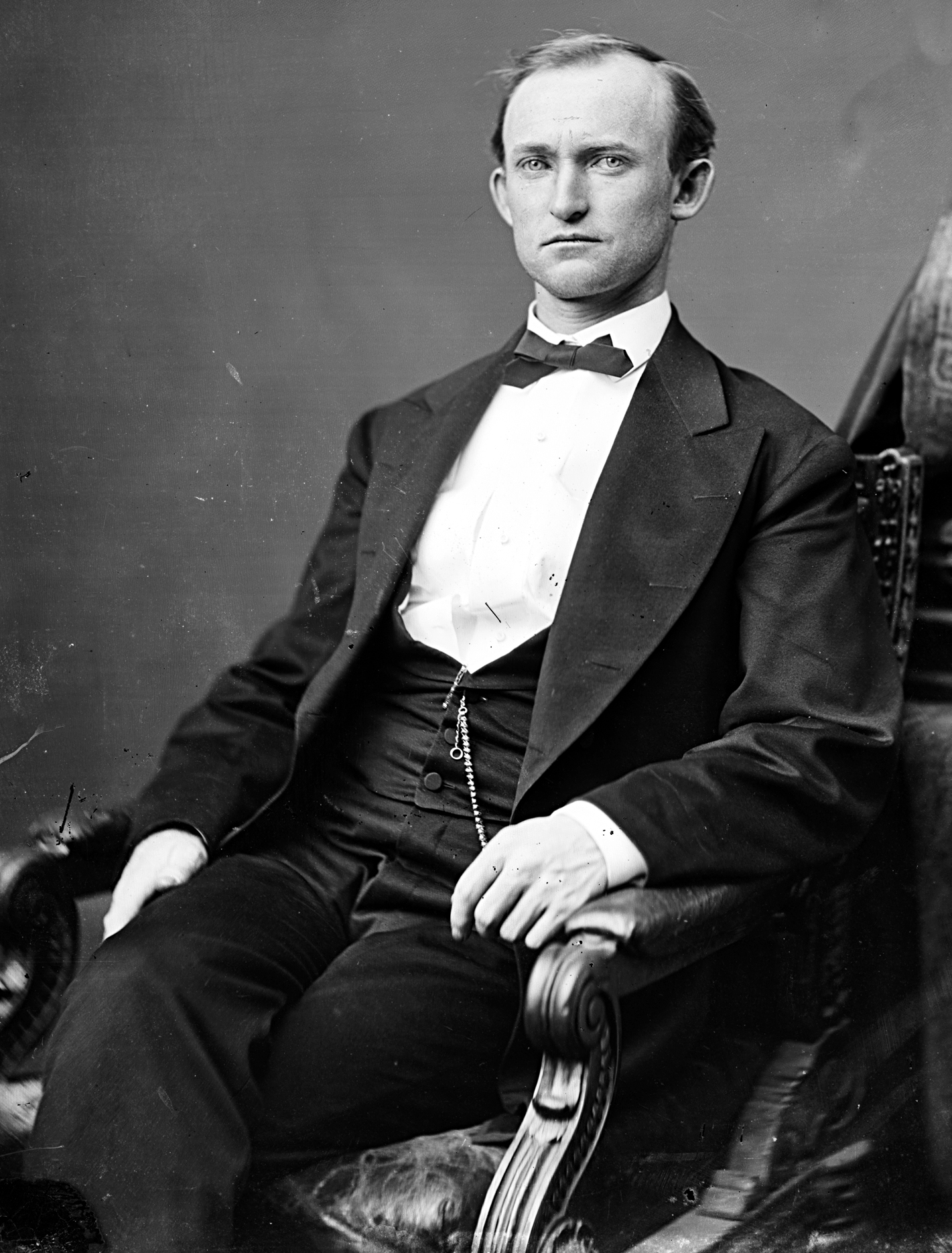
John C. Conner

John Coggswell Conner (* 14. Oktober 1842 in Noblesville, Hamilton County, Indiana; † 10. Dezember 1873 in Washington, D.C.) war ein US-amerikanischer Politiker. Zwischen 1869 und 1873 vertrat er den Bundesstaat Texas im US-Repräsentantenhaus.

## Werdegang
John Conner besuchte die öffentlichen Schulen seiner Heimat und das Wabash College in Crawfordsville. In den Jahren 1861 und 1862 studierte er an der  United States Naval Academy in Annapolis. Zwischen 1862 und 1864 diente er während des Bürgerkrieges in einer Infanterieeinheit aus Indiana, die zum Heer der Union gehörte. Politisch war er Mitglied der Demokratischen Partei. Im Jahr 1866 kandidierte er erfolglos für das Repräsentantenhaus von Indiana. Zwischen 1866 und 1869 war Conner als Hauptmann der United States Army in Texas stationiert.
Nach der Wiederaufnahme des Staates Texas in die Union wurde er im zweiten Wahlbezirk dieses Staates in das US-Repräsentantenhaus in Washington gewählt, wo er am 31. März 1870 sein neues Mandat antrat. Nach einer Wiederwahl konnte er bis zum 3. März 1873 im Kongress verbleiben. Aus gesundheitlichen Gründen verzichtete er im Jahr 1872 auf eine weitere Kandidatur. Er starb am 10. Dezember 1873 in der Bundeshauptstadt Washington und wurde in seinem Geburtsort Noblesville beigesetzt.